# لاريسا لاتينينا
لاريسا لاتينينا (بالأوكرانية: Лариса Семенівна Латынина) هي لاعبة أولمبية لرياضة الجمباز من الاتحاد السوفييتي. شاركت في الأولمبياد الصيفي في 1956–1964، وفازت بما مجموعه 18 ميدالية.

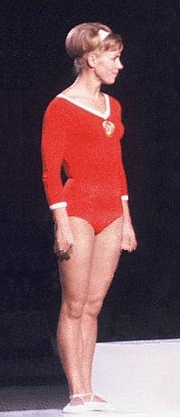
لاريسا مع منتخب الاتحاد السوفييتي في أولمبياد طوكيو 1964

## الميداليات
| ذهب | فضة | برونز | المجموع |
| 9   | 5   | 4     | 18      |

## روابط خارجية
- لاريسا لاتينينا على موقع الاتحاد الدولي للجمباز (licence) (الإنجليزية)
- لاريسا لاتينينا على موقع الاتحاد الدولي للجمباز (biography) (الإنجليزية)
- لاريسا لاتينينا على موقع اللجنة الأولمبية الدولية (الإنجليزية)
- لاريسا لاتينينا على موقع أوليمبيديا (الإنجليزية)